# Terry Gross
Terry Gross, född 14 februari 1951 i Brooklyn, är en amerikansk radioprogramledare och producent. Hon har arbetat med radio sedan 1973 och började 1975 leda intervjuprogrammet Fresh Air, vilket hon gör än i dag.